# Coupe de France de biathlon 2022-2023
 (septembre 2023).
Si vous disposez d'ouvrages ou d'articles de référence ou si vous connaissez des sites web de qualité traitant du thème abordé ici, merci de compléter l'article en donnant les références utiles à sa vérifiabilité et en les liant à la section « Notes et références ».
Navigation
Édition précédente Édition suivante
La Coupe de France de biathlon 2022-2023, est une compétition de biathlon, organisée par la Fédération française de ski (FFS).

## Programme
La Fédération française de ski dévoile au cours de la présaison le calendrier de la coupe de France de biathlon 2022-2023.
| Étape | Lieu                     | Date       | Épreuve          | Sélection                   |
| ----- | ------------------------ | ---------- | ---------------- | --------------------------- |
| BST 1 | Les Tuffes               | 24/09/2022 | Sprint           |                             |
| BST 1 | Les Tuffes               | 25/09/2022 | Poursuite        |                             |
| BST 2 | Arçon                    | 15/10/2022 | Sprint           |                             |
| BST 2 | Arçon                    | 16/10/2022 | Poursuite        |                             |
| BNT 1 | Bessans                  | 03/12/2022 | Individuel court | FOJE IBU Cup IBU Junior Cup |
| BNT 1 | Bessans                  | 04/12/2022 | Sprint           | FOJE IBU Cup IBU Junior Cup |
| BNT 2 | Autrans                  | 22/12/2022 | Sprint           | FOJE                        |
| BNT 2 | Autrans                  | 23/12/2022 | Sprint           | FOJE                        |
| BNT 3 | Peisey-Nancroix          | 21/01/2023 | Individuel       | Junior Cup                  |
| BNT 3 | Peisey-Nancroix          | 22/01/2023 | Sprint           | Junior Cup                  |
| BNT 4 | Les Tuffes               | 18/02/2023 | Sprint           |                             |
| BNT 4 | Les Tuffes               | 19/02/2023 | Mass-start       |                             |
| BNT 5 | Col de Porte Les Saisies | 18/03/2023 | Sprint           |                             |
| BNT 5 | Col de Porte Les Saisies | 19/03/2023 | Poursuite        |                             |

La saison 2022-2023 s'étend de septembre à mars avec deux étapes estivales (BST) et cinq étapes hivernales (BNT). Cependant, en raison des conditions climatiques capricieuses de l'hiver, l'étape finale prévue au Col de Porte est déplacée à Bessans.

## Règlement

### Attribution des points
Les 40 premiers biathlètes des points en fonction de leurs résultats sur chaque course. Le détail des points est le suivant :
| RANG     | 1  | 2  | 3  | 4  | 5  | 6  | 7  | 8  | 9  | 10 | 11 à 39                     | 40 |
| -------- | -- | -- | -- | -- | -- | -- | -- | -- | -- | -- | --------------------------- | -- |
| Point(s) | 60 | 54 | 48 | 43 | 40 | 38 | 36 | 34 | 32 | 31 | Un point de moins par place | 1  |

### Résultats retirés
Le classement général individuel est déterminé par l’addition des points BST et BNT acquis à chaque épreuve et auquel les plus mauvais scores seront déduits selon le barème suivant :
| BST                         | BST                         | BNT                         | BNT                         |
| --------------------------- | --------------------------- | --------------------------- | --------------------------- |
| Nombre d'épreuves disputées | Nombre de résultats déduits | Nombre d'épreuves disputées | Nombre de résultats déduits |
| 4                           | 2                           | ≤ 12                        | 3                           |
|                             |                             | 13                          | 4                           |
|                             |                             | ≥ 14                        | 5                           |

### Catégories d'âge
Pour la saison 2022-2023 de la coupe de France de biathlon, les catégories d'âge sont réparties comme suit :
- U17 (2006-2007)
- U19 (2004-2005)
- U22 (2001-2003)
- Sénior (2000 et avant)

## Classements

### U22/Sénior
| Rang | Nom                           | Points | Victoire(s) | Nb courses |
| ---- | ----------------------------- | ------ | ----------- | ---------- |
| 1    | Martin Bourgeois République   | 386    |             | 12         |
| 2    | Mathieu Perrillat Bottonet    | 358    | 2           | 12         |
| 3    | Thomas Briffaz                | 340    |             | 14         |
| 4    | Théo Guiraud Poillot (U22)    | 323    | 1           | 10         |
| 5    | Mathieu Garcia (U22)          | 320    |             | 11         |
| 6    | Valentin Lejeune (U22)        | 306    | 2           | 10         |
| 7    | Timothée Grunewald (U22)      | 305    |             | 13         |
| 8    | Aubin Gautier Pelissier (U22) | 287    | 1           | 13         |
| 9    | Edgar Geny (U22)              | 281    |             | 10         |
| 10   | Ian Martinet (U22)            | 277    |             | 14         |

| Rang | Nom                          | Points | Victoire(s) | Nb courses |
| ---- | ---------------------------- | ------ | ----------- | ---------- |
| 1    | Eve Bouvard                  | 386    | 1           | 14         |
| 2    | Noémie Remonnay (U22)        | 381    | 2           | 12         |
| 3    | Margot Chichignoud (U22)     | 351    | 1           | 13         |
| 4    | Lisa Siberchicot (U22)       | 347    |             | 13         |
| 5    | Léonie Jeannier (U22)        | 338    | 1           | 10         |
| 6    | Lola Gilbert Jeanselme (U22) | 326    |             | 13         |
| 7    | Anna Blanc (U22)             | 316    |             | 12         |
| 8    | Coralie Langel (U22)         | 315    |             | 10         |
| 9    | Jeanne Richard (U22)         | 304    | 3           | 8          |
| 10   | Camille Coupé (U22)          | 302    | 1           | 6          |

### U19
| Rang | Nom                         | Points | Victoire(s) | Nb courses |
| ---- | --------------------------- | ------ | ----------- | ---------- |
| 1    | Lionel Jouannaud            | 354    | 5           | 10         |
| 2    | Judicaël Perrillat Bottonet | 281    | 1           | 8          |
| 3    | Martin Botet                | 274    | 1           | 10         |
| 4    | Julien Michel               | 264    | 1           | 10         |
| 5    | Samuel Belle Clot           | 263    |             | 9          |
| 6    | Alexis Colomban             | 248    |             | 10         |
| 7    | Nathanaël Peaquin           | 242    |             | 10         |
| 8    | Max Grenard                 | 232    |             | 10         |
| 9    | Lubin Amiotte               | 229    | 1           | 8          |
| 10   | Guillaume Poirot            | 225    |             | 8          |

| Rang | Nom                        | Points | Victoire(s) | Nb courses |
| ---- | -------------------------- | ------ | ----------- | ---------- |
| 1    | Voldiya Galmace-Paulin     | 330    | 2           | 8          |
| 2    | Amandine Mengin            | 330    | 2           | 10         |
| 3    | Eva Laine                  | 307    | 1           | 10         |
| 4    | Anaëlle Bondoux            | 294    | 4           | 5          |
| 5    | Célia Henaff               | 262    | 1           | 10         |
| 6    | Lou Anne Dupont Ballet Baz | 250    |             | 8          |
| 7    | Julie Baverel              | 247    |             | 9          |
| 8    | Thémice Fontaine           | 230    |             | 10         |
| 9    | Justine Foulon             | 224    |             | 8          |
| 10   | Nora Gaggio                | 221    |             | 9          |

### U17
| Rang | Nom                          | Points | Victoire(s) | Nb courses |
| ---- | ---------------------------- | ------ | ----------- | ---------- |
| 1    | Antonin Guy                  | 294    | 4           | 7          |
| 2    | Cyprien Mermillod Blardet    | 244    | 1           | 9          |
| 3    | Camille Grataloup Manissolle | 235    |             | 9          |
| 4    | Jeremie Bouchex Bellomie     | 232    | 1           | 9          |
| 5    | Léo Carlier                  | 227    | 1           | 9          |
| 6    | Noé Seigneur                 | 223    |             | 7          |
| 7    | Flavio Guy                   | 220    | 1           | 9          |
| 7    | Esteban Moreira              | 220    |             | 9          |
| 9    | Clément Pires                | 214    |             | 9          |
| 10   | Enzo Bouillet                | 204    |             | 9          |

| Rang | Nom                 | Points | Victoire(s) | Nb courses |
| ---- | ------------------- | ------ | ----------- | ---------- |
| 1    | Alice Dusserre      | 271    | 3           | 7          |
| 2    | Louise Roguet       | 258    |             | 9          |
| 3    | Lola Bugeaud        | 253    | 1           | 7          |
| 4    | Emma Oustry         | 249    | 2           | 7          |
| 5    | Liv Breyton Bouvier | 238    |             | 9          |
| 6    | Juliette Oliva      | 228    | 1           | 9          |
| 7    | Coralie Perrin      | 210    | 1           | 9          |
| 8    | Léna Moretti        | 199    |             | 9          |
| 9    | Juliane Jacob       | 197    |             | 9          |
| 10   | Chloé Missillier    | 191    |             | 9          |

## Vainqueurs et podiums

### U22/Sénior

#### Hommes
| Étape | Lieu            | Épreuve          | Date              | Vainqueur                      | Deuxième                    | Troisième                   |
| ----- | --------------- | ---------------- | ----------------- | ------------------------------ | --------------------------- | --------------------------- |
| BST 1 | Les Tuffes      | Sprint           | 24 septembre 2022 | Éric Perrot                    | Quentin Fillon Maillet      | Fabien Claude               |
| BST 1 | Les Tuffes      | Poursuite        | 25 septembre 2022 | Quentin Fillon Maillet         | Éric Perrot                 | Émilien Jacquelin           |
| BST 2 | Arçon           | Sprint           | 15 octobre 2022   | Oscar Lombardot                | Éric Perrot                 | Quentin Fillon Maillet      |
| BST 2 | Arçon           | Poursuite        | 16 octobre 2022   | Fabien Claude                  | Martin Bourgeois République | Oscar Lombardot             |
| BNT 1 | Bessans         | Individuel court | 3 décembre 2022   | Valentin Lejeune               | Damien Levet                | Théo Guiraud Poillot        |
| BNT 1 | Bessans         | Sprint           | 4 décembre 2022   | Mathieu Perrillat Bottonet     | Martin Bourgeois République | Jacques Jefferies           |
| BNT 2 | Autrans         | Sprint           | 22 décembre 2022  | Éric Perrot (2)                | Edgar Geny                  | Thomas Briffaz              |
| BNT 2 | Autrans         | Sprint           | 23 décembre 2022  | Éric Perrot (3)                | Mathieu Perrillat Bottonet  | Thomas Briffaz              |
| BNT 3 | Peisey-Nancroix | Individuel       | 21 janvier 2023   | Théo Guiraud Poillot           | Thomas Briffaz              | Ambroise Meunier            |
| BNT 3 | Peisey-Nancroix | Sprint           | 22 janvier 2023   | Mathieu Perrillat Bottonet (2) | Gaëtan Paturel              | Théo Guiraud Poillot        |
| BNT 4 | Les Tuffes      | Sprint           | 18 février 2023   | Aubin Gautier Pelissier        | Timothée Grunewald          | Martin Bourgeois République |
| BNT 4 | Les Tuffes      | Mass-start       | 19 février 2023   | Gaëtan Paturel                 | Martin Bourgeois République | Paul Fontaine               |
| BNT 5 | Les Saisies     | Sprint           | 18 mars 2023      | Valentin Lejeune (2)           | Rémi Broutier               | Estéban Javaux              |
| BNT 5 | Les Saisies     | Poursuite        | 19 mars 2023      | Ambroise Meunier               | Rémi Broutier               | Mathieu Garcia              |

#### Femmes
| Étape | Lieu            | Épreuve          | Date              | Vainqueur           | Deuxième        | Troisième              |
| ----- | --------------- | ---------------- | ----------------- | ------------------- | --------------- | ---------------------- |
| BST 1 | Les Tuffes      | Sprint           | 24 septembre 2022 | Julia Simon         | Anaïs Chevalier | Lou Jeanmonnot         |
| BST 1 | Les Tuffes      | Poursuite        | 25 septembre 2022 | Julia Simon (2)     | Anaïs Chevalier | Lou Jeanmonnot         |
| BST 2 | Arçon           | Sprint           | 15 octobre 2022   | Lou Jeanmonnot      | Paula Botet     | Caroline Colombo       |
| BST 2 | Arçon           | Poursuite        | 16 octobre 2022   | Caroline Colombo    | Julia Simon     | Chloé Chevalier        |
| BNT 1 | Bessans         | Individuel court | 3 décembre 2022   | Léonie Jeannier     | Camille Coupé   | Coralie Langel         |
| BNT 1 | Bessans         | Sprint           | 4 décembre 2022   | Jeanne Richard      | Léonie Jeannier | Camille Coupé          |
| BNT 2 | Autrans         | Sprint           | 22 décembre 2022  | Noémie Remonnay     | Coralie Langel  | Lola Gilbert Jeanselme |
| BNT 2 | Autrans         | Sprint           | 23 décembre 2022  | Eve Bouvard         | Coralie Langel  | Lisa Siberchicot       |
| BNT 3 | Peisey-Nancroix | Individuel       | 21 janvier 2023   | Camille Coupé       | Chloé Bened     | Coralie Langel         |
| BNT 3 | Peisey-Nancroix | Sprint           | 22 janvier 2023   | Chloé Bened         | Camille Coupé   | Eve Bouvard            |
| BNT 4 | Les Tuffes      | Sprint           | 18 février 2023   | Noémie Remonnay (2) | Eve Bouvard     | Lola Gilbert Jeanselme |
| BNT 4 | Les Tuffes      | Mass-start       | 19 février 2023   | Margot Chichignoud  | Noémie Remonnay | Anna Blanc             |
| BNT 5 | Les Saisies     | Sprint           | 18 mars 2023      | Jeanne Richard (2)  | Océane Michelon | Lisa Siberchicot       |
| BNT 5 | Les Saisies     | Poursuite        | 19 mars 2023      | Jeanne Richard (3)  | Léonie Jeannier | Océane Michelon        |